# Joe Morton
Joseph Thomas Morton Jr. (n. 18 octombrie 1947) este un actor american de film, teatru și televiziune.

## Viața personală
Morton s-a născut în Bronx, un cartier al New York-ului. Este fiul lui Evelyn, o secretară, și a lui Joseph T. Morton, un ofițer al armatei americane. Din cauza slujbei tatălui său, și-a petrecut parțial copilăria în Germania de Vest și Okinawa. Morton a absolvit universitatea Hofstra. În octombrie 1984, s-a căsătorit cu Nora Chavooshian. Împreună au trei copii: două fete pe nume Hopi și Seta, și un fiu pe nume Ara.

## Carieră
Morton și-a făcut debutul pe Broadway în Hair cu care a fost nominalizat pentru un premiu Tony. Acesta a apărut în peste 70de filme, incluzând: Teminatorul 2: Ziua Judecății unde interpreta rolul doctorului Miles Bennett Dyson și Blue Brothers 2000, și-a mai făcut multe apariții notabile la Tv, precum cea din serialul Smallville. În televiziune, Morton a început în Sanford and Son spin-off Grady (1975-1976), Equal Justice (1990–1991), Under One Roof (1995), și E-Ring (2005). Cel mai recent, a interpretat în serialul Eureka (2006-). Acesta, de asemenea, a mai regizat și produs. A mai apărut și în Law & Order ca avocat al apărării.
Până acum, acesta a mai avut roluri în Search for Tomorrow (1973-1974), Another World (1983-1984), și All My Children (2002).

## Filmografie
- Grady (1975 – 1976) (TV)
- Curse of the Pink Panther (1983)
- The Brother from Another Planet (1984)
- Trouble in Mind (1985)
- Crossroads (1986)
- The Good Mother (1988)
- Tap (1989)
- Challenger (1990) (TV) as Dr. Ronald McNair
- Equal Justice (1990 – 1991) (TV)
- Terminator 2: Judgment Day as Dr. Miles Bennett Dyson (1991)
- City of Hope (1991)
- A Different World (1992) (TV) as Byron Douglas III
- Pururea tânăr (1992)
- Of Mice and Men (1992)
- Nacht des Terrors - Mord in New York City ca Cedric Sandiford (1992)
- TriBeCa (1993) (TV)
- Speed (1994)
- The Inkwell (1994)
- Under One Roof (1995) (TV)
- The Walking Dead (1995)
- Executive Decision (1996)
- Touched by an Angel (1996)
- Lone Star (1996)
- The Pest (1997)
- Speed 2: Cruise Control (1997)
- Blues Brothers 2000 (1998)
- Apt Pupil (1998)
- Mutiny (1999)
- The Astronaut's Wife (1999)
- Bounce (2000)
- The X-Files (2000) (TV) în sezonul 8, episodul 'Redrum'
- Ali (2001)
- Smallville (seasons 1 & 2) (2002-2003) (TV)
- Paycheck (2003)
- JAG (2005) (TV)
- House (2005) (TV)
- Stealth (2005)
- E-Ring (2005) (TV)
- Eureka (2006) (TV)
- American Gangster (2007)
- La Linea (2008)